# Gjern Kirke
Gjern kirke ligger i Østjylland i det tidligere Gjern Herred, Skanderborg Amt, nu i Silkeborg Kommune, Region Midtjylland
Kor og skib er opført i romansk tid af rå kamp med tilhuggede hjørnekvadre over skråkantsokkel. Tre portaler er bevaret med søjlepar, rundbuestik og korsmærkede tympanoner, skibets syd og nordportal er tilmurede, korets nordportal er stadig i brug. I skibets murværk mod nord ses tre højtsiddende romanske vinduer, som er blændet i lysningen, tilsvarende ses et romansk vindue i korets nordmur. Tårnet blev opført i 1861, da kirken blev hårdhændet restaureret. Det nuværende apsis i røde mursten blev opført omkring 1900 over fundamenterne af et oprindeligt romansk apsis.
I sengotisk tid fik kor og skib indbygget krydshvælv. Den romanske korbue er omsat men har bevaret vangerne med skråkantsokkel og kragbånd. Altertavlen er en tosøjlet højrenæssancetavle, der blev nystafferet i 1913. Prædikestolen er et arbejde fra højrenæssancen. I stoleværket ses dele fra 1655 med initialer.
Den romanske granitfont har på kummen ringkæde under mundingsranden og derunder arkader, den svarer til fontene i Tvilum og Vejerslev.

## Eksterne kilder og henvisninger
- Wikimedia Commons har flere filer relateret til Gjern Kirke
- Gjern Kirke Arkiveret 4. oktober 2007 hos  Wayback Machine hos nordenskirker.dk
- Gjern Kirke hos KortTilKirken.dk
- Gjern Kirke hos danmarkskirker.natmus.dk (Danmarks Kirker, Nationalmuseet)